# Flora MacDonald

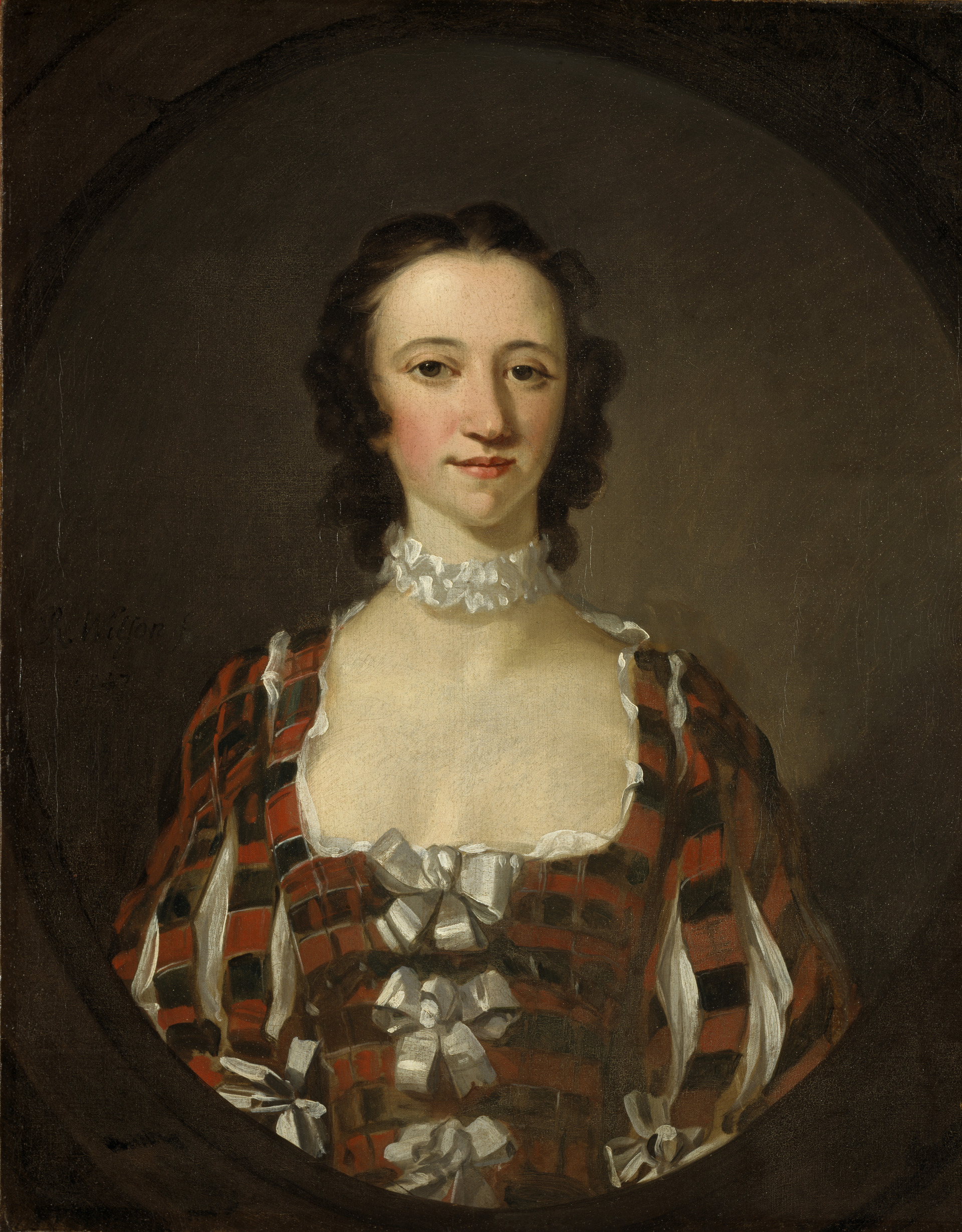
Flora MacDonald

Flora MacDonald (gaeliska: Fionnghal NicDhòmhnaill), född 1722, död 4 mars 1790, hyllades som hjältinna av jakobiterna för att hon räddade Karl Edvard Stuart (Bonnie Prince Charlie).

## Bakgrund
Flora MacDonald var dotter till Ranald MacDonald av Milton på ön South Uist i Yttre Hebriderna, Skottland, och hans maka Marion, dotter till Angus MacDonald. Hennes far dog då hon var liten och hennes mor kidnappades och tvingades gifta sig med Hugh MacDonald av Armadale, Skye. Flora växte upp hos klanen MacDonalds of Clanranalds ledare och fick sin utbildning i Edinburgh. Hon var presbyterian hela livet.

## Prinsens räddning

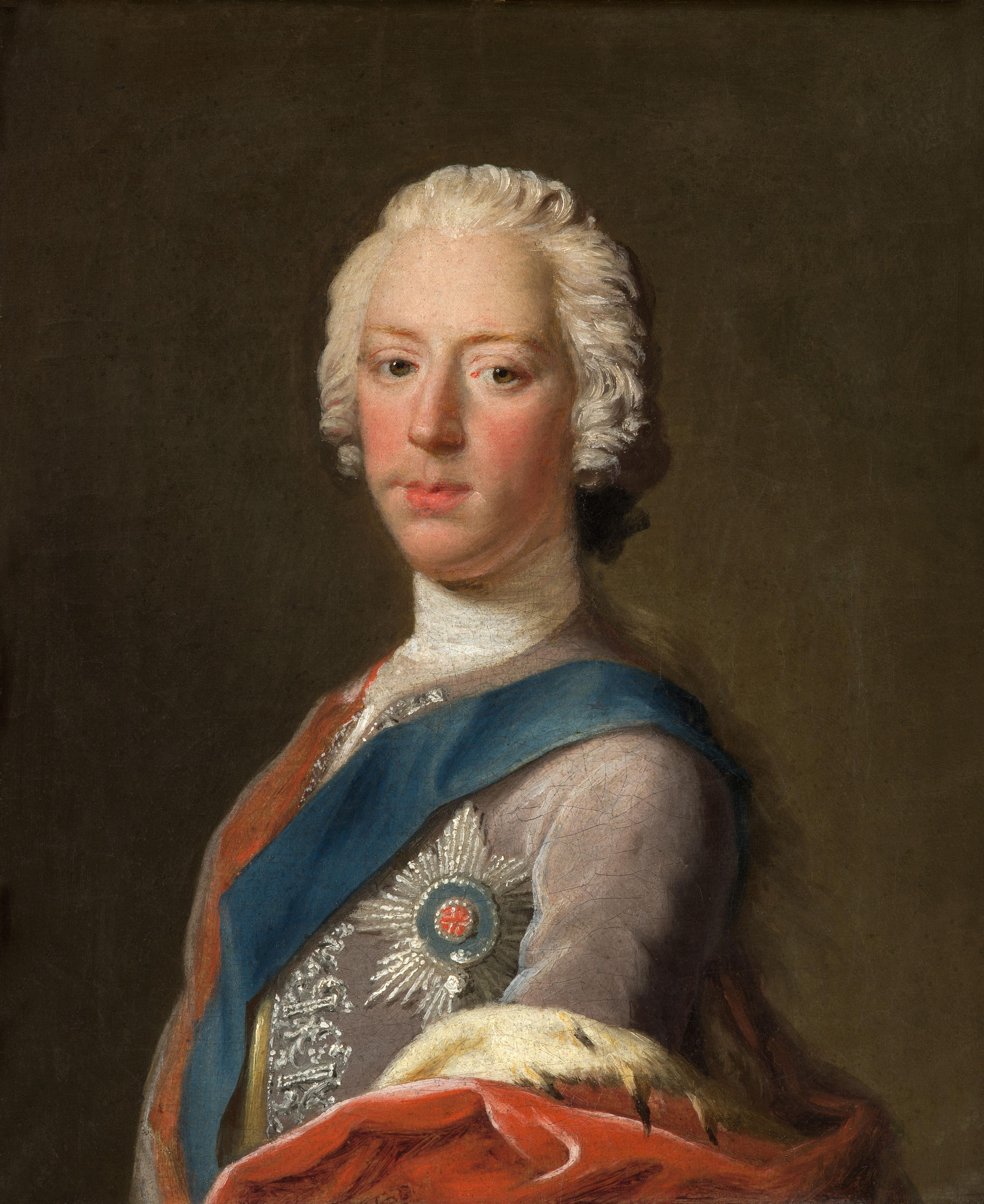
Bonnie Prince Charlie, som Flora hjälpte att rädda.

I juni 1746 bodde Flora MacDonald, 24 år gammal, på ön Benbecula i yttre Hebriderna då Karl Edvard Stuart, känd som Bonnie Prince Charlie, sökte skydd där efter Slaget vid Culloden. Prinsens följeslagare, en kapten O'Neill, bad om hennes hjälp för att prinsen skulle kunna undvika att bli tillfångatagen.
Ön styrdes av hannovriska myndigheter genom en lokal milis, men klanen MacDonalds stödde i hemlighet jakobiterna. Efter viss tvekan lovade Flora att hjälpa prinsen från ön. Senare berättade hon för Hertigen av Cumberland, son till Georg II och överbefälhavare över Skottland, att hon agerade utifrån barmhärtighet och skulle ha hjälpt även honom om han hade blivit besegrad och var i nöd.
Befälhavare över den lokala milisen var hennes styvfar, Hugh MacDonald. Han gav henne, en betjänt, en irländsk spinnjungfru, Betty Burke och en besättning på sex man, ett pass för att resa till fastlandet. Betty Burke var i själva verket prinsen, förklädd till kvinna. Han lämnade Benbecula 27 juni.
Efter ett första bakslag vid Waternish, Skye, lyckades gruppen landstiga vid Kilbride, Skye, nära Monkstadt, Sir Alexander MacDonalds herresäte. Prinsen gömdes bland klipporna medan Flora MacDonald försökte hitta hjälp i omgivningen. Enligt planerna skulle han tas till Portree på Skye och sedan vidare till Glam på ön Raasay.
Flora MacDonald blev misstänkt och togs till London för att hon hjälpt prinsen att fly. Hon spärrades till en början in i Towern, men tilläts sedan att bo utanför. När Act of Indemnity gick igenom 1747 blev hon fri.

## North Carolina
År 1750, då hon var 28 år gammal, gifte hon sig med kapten Alan MacDonald från Kingsburgh, och 1773 emigrerade de till North Carolina. Han tillfångatogs under det Amerikanska inbördeskriget.
Enligt legenden manade hon på de lojalistiska trupperna (däribland maken Alan) vid Cross Creek, North Carolina (nuvarande Fayetteville), innan de begav sig iväg till Slaget vid Moore's Creek Bridge där de besegrades i februari 1776.
År 1779 återvände Flora till Skottlands ombord på ett handelsfartyg. Fartyget attackerades av en kapare, men Flora vägrade att lämna däcket under attacken och skadades i en arm. 

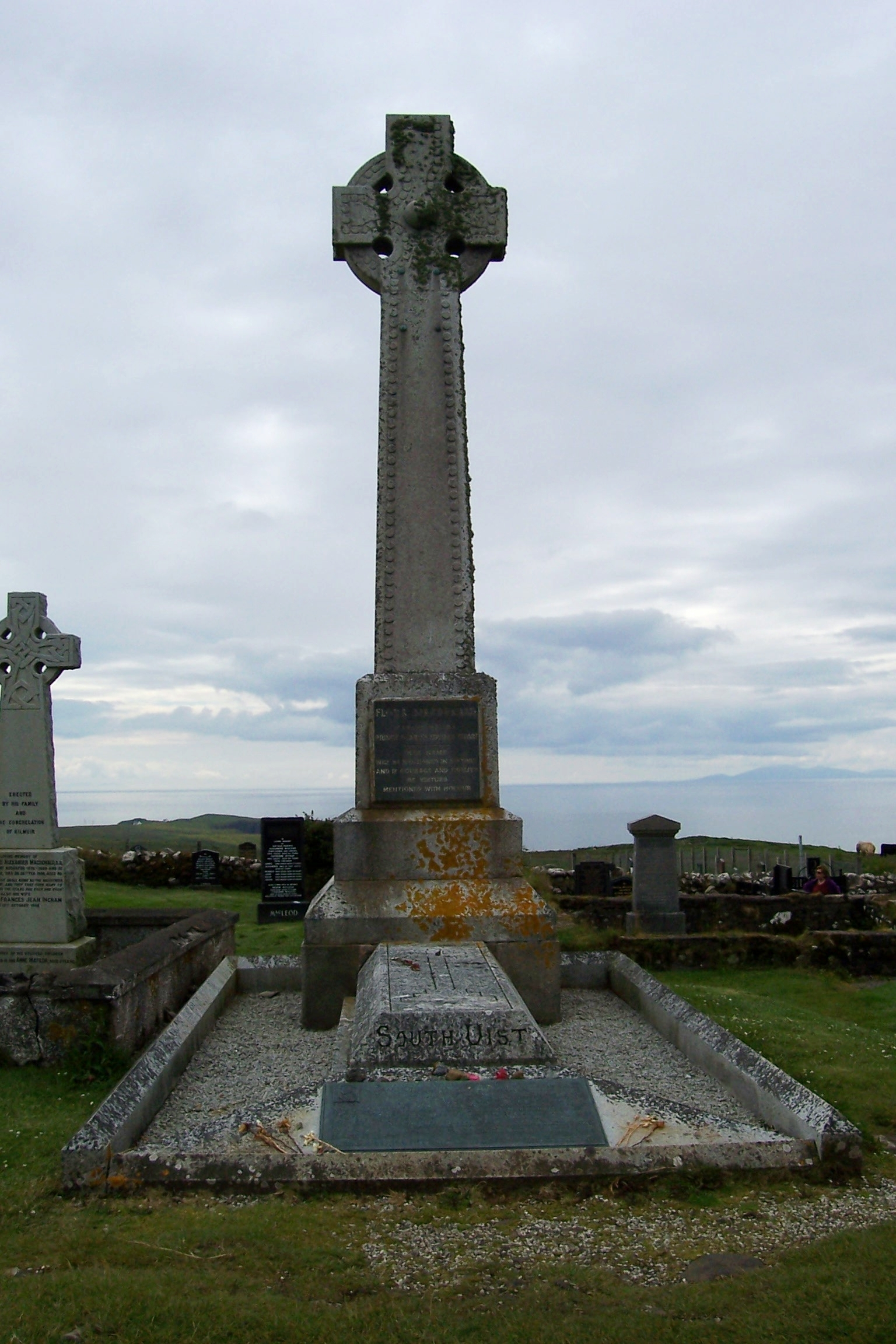
Flora MacDonalds grav på Kilmuir-kyrkogården, Isle of Skye.

Flora MacDonald hade många söner och två döttrar. De flesta av sönerna var i armén eller flottan. Hon avled i Kingsburgh på Isle of Skye 1790, 68 år gammal. Det finns en staty till hennes minne i Inverness, Skottland.